# مايك هيريرا
مايك هيريرا (بالإنجليزية: Mike Herrera)‏ هو مغني أمريكي، ولد في 6 نوفمبر 1976 في بريميرتون في الولايات المتحدة.

## وصلات خارجية
- مايك هيريرا على موقع IMDb (الإنجليزية)
- مايك هيريرا على موقع ميوزك برينز (الإنجليزية)
- مايك هيريرا على موقع أول ميوزيك (الإنجليزية)
- مايك هيريرا على موقع ديسكوغز (الإنجليزية)
- مايك هيريرا على موقع قاعدة بيانات الفيلم (الإنجليزية)